# 사우스이스턴 영화 비평가 협회
사우스이스턴 영화 비평가 협회(-映畫批評家協會, 영어: Southeastern Film Critics Association)는 미국 남동부 (앨라배마, 조지아, 사우스캐롤라이나, 노스캐롤라이나, 테네시, 버지니아)를 거점으로하는 영화 비평가 협회이다.